# Алмкерк
Алмкерк (нід. Almkerk) — місто в нідерландській провінції Північний Брабант. Входить до муніципалітету Алтена.
Його площа — 23,03 км², а населення станом на 2021 рік становило 3720 осіб.
Перша згадка про населений пункт датується 1292 роком.
До 1973 року мало статус окремого муніципалітету.

## Галерея

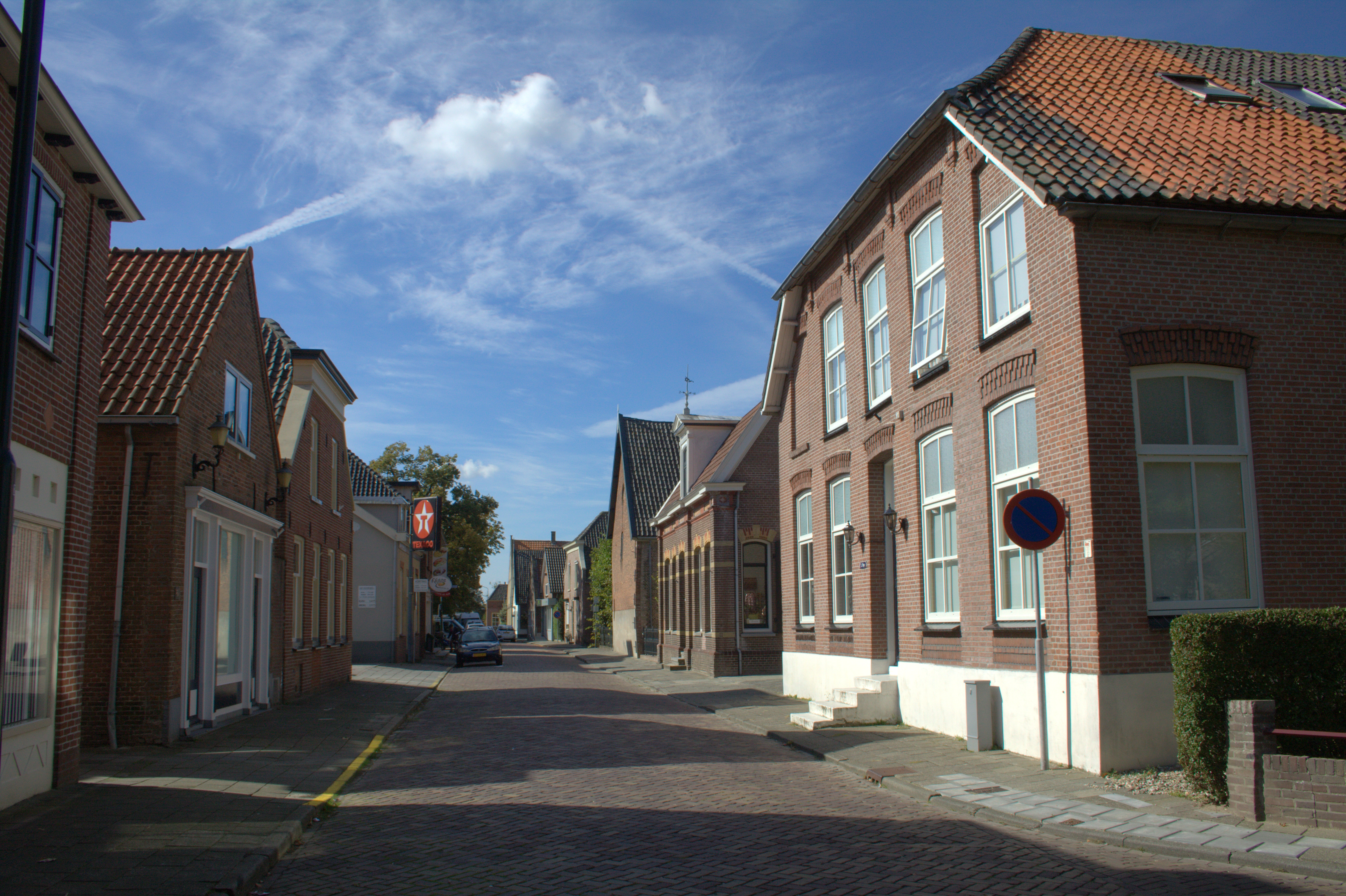
Сільська вулиця
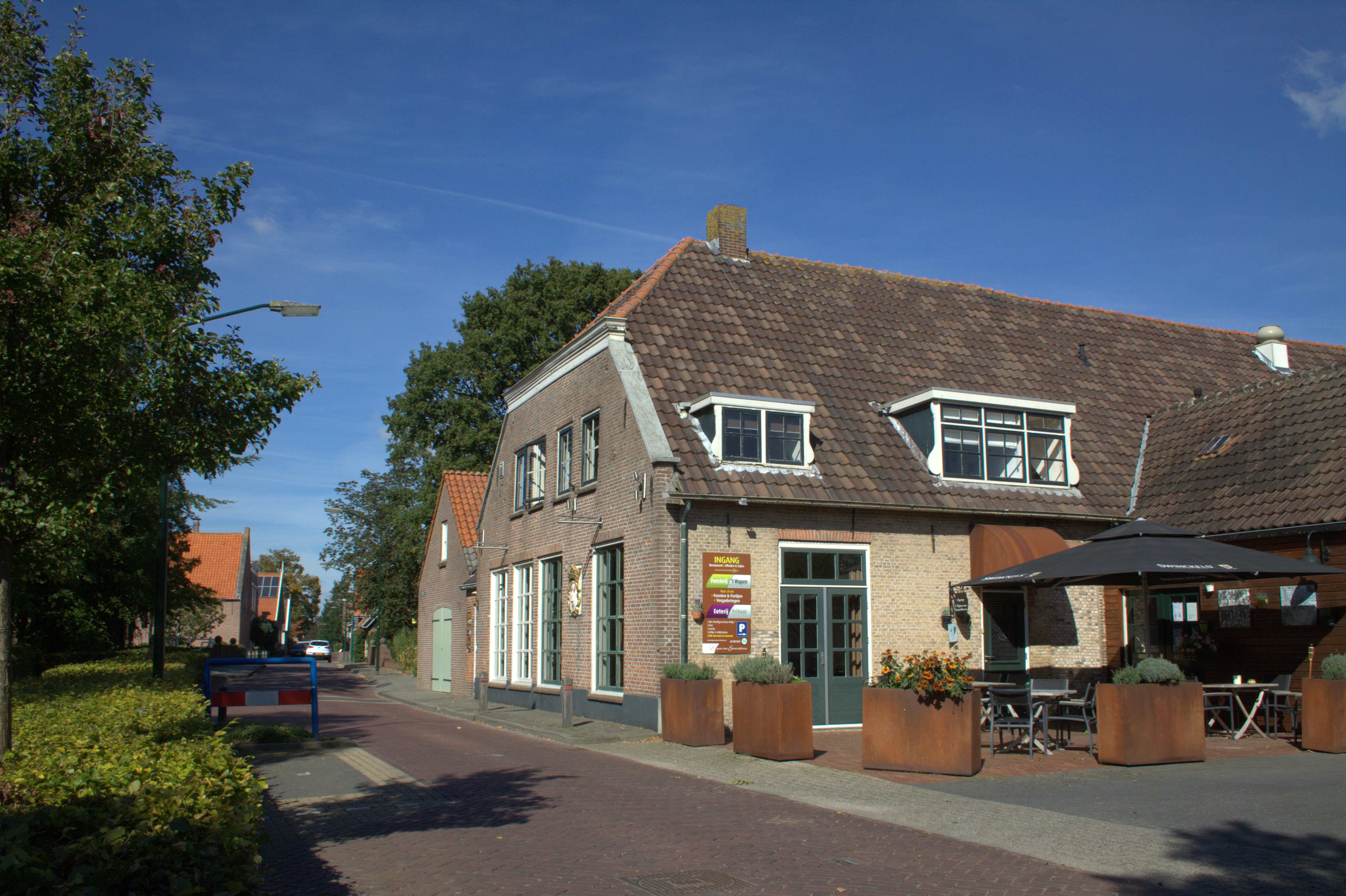
Ресторан в Алмкерку
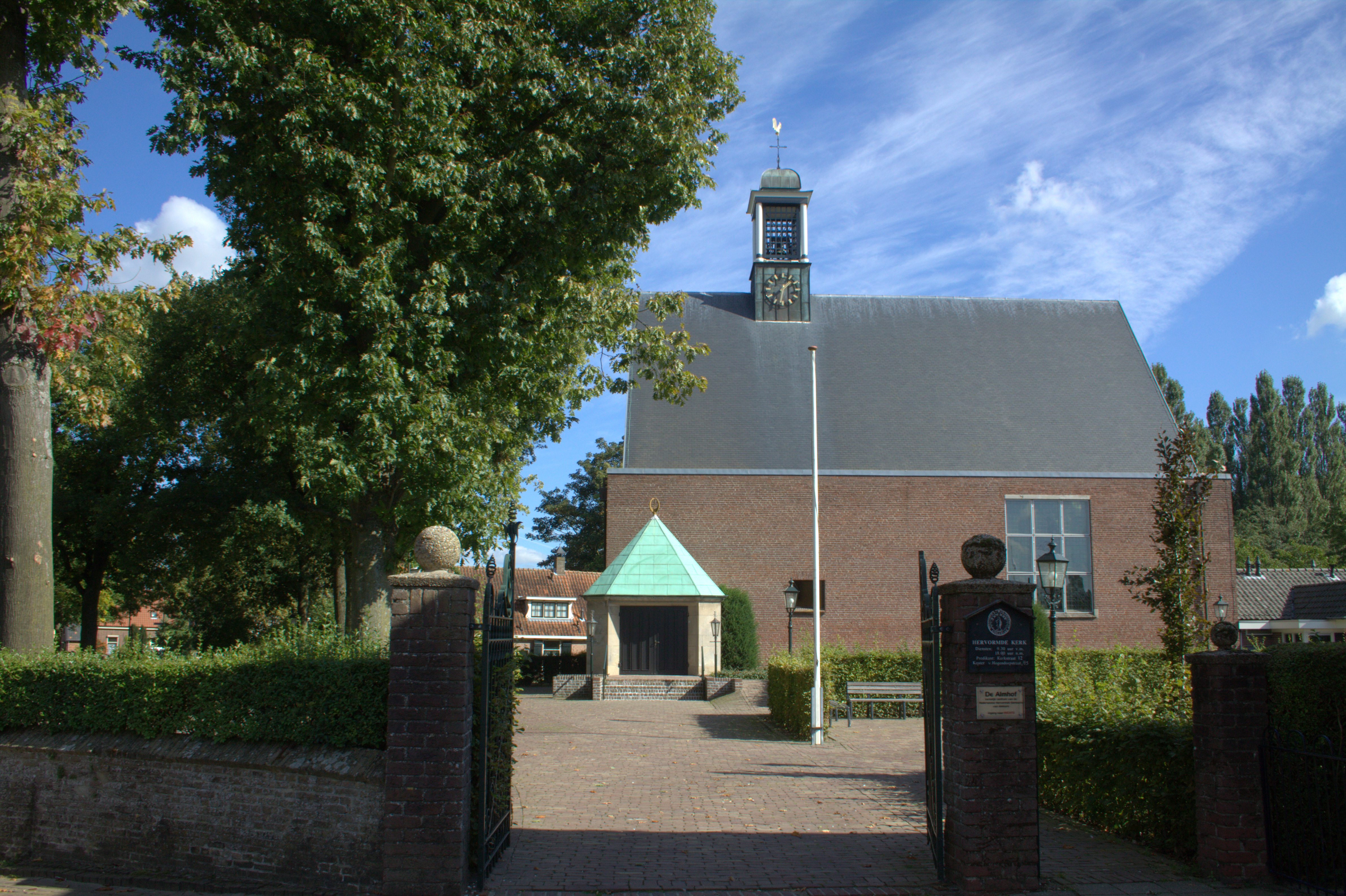
Реформістська церква
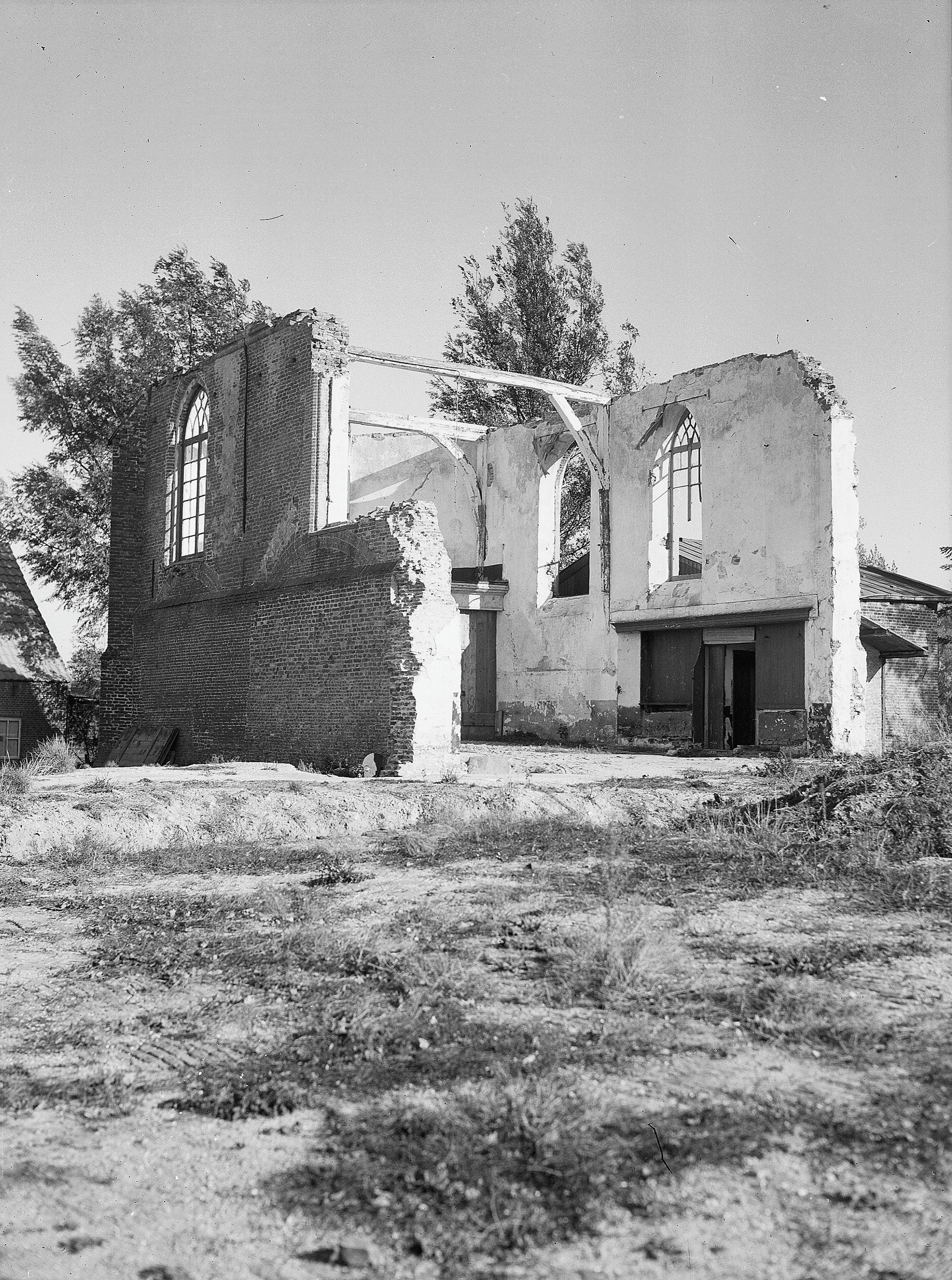
Залишки церкви (1947)